# Diablo II
Diablo II este o continuare a jocului Diablo, un joc de acțiune de tip RPG cu tematică „dark fantasy” în stil hack and slash și dungeon crawl. A fost lansat pentru Microsoft Windows și Mac OS în 2000 de Blizzard Entertainment și dezvoltat de Blizzard North.
Diablo II a devenit foarte popular în 2001. Principalii factori care au contribuit la succesul Diablo II includ ceea ce fanii au găsit a fi stilul de joc hack and slash și accesul gratuit la Battle.net. Diablo II poate fi jucat ca un joc single player, multi-player prin intermediul unui LAN, sau multi-player prin Battle.net. Jocul a fost conceptualizat și proiectat de David Brevik și Erich Schaefer, iar fondatorii Blizzard North, David Brevik, Max și Erich Schaefer, au fost conducători de proiecte pentru alte discipline (inginerie, arta de personaj și respectiv, arta mediului). Rolurile principale de producție au fost deținute de Matthew Householder și Bill Roper.
Un pachet de expansiune pentru Diablo II, Diablo II: Lord of Destruction a fost lansat în 2001, iar în prezent se află la versiunea 1.14d. Continuarea jocului, Diablo III, a fost anunțată la 28 iunie 2008. Diablo III a fost lansat pe 15 mai 2012 și a fost urmat de expansiunea Reaper of Souls, în 2014.

## Poveste
Povestea din Diablo II începe de unde a sfârșit primul joc, Diablo, în tărâmul Sanctuarului unde Diablo, Lordul Terorii, a fost înfrânt de un războinic necunoscut. Acesta din urmă a împins piatra suflet a demonului către propria-și frunte încercând să-l stăpânească, dar aceasta a fost prea puternică și, în cele din urmă, l-a corupt.
Jucătorul este un aventurier care apare tocmai în momentul trezirii distrugerii, cauzată de Diablo și încearcă să afle ce se întâmplă, începând cu eroul căzut în mrejele întunericului. Pe măsură ce jucătorul avansează prin cele patru acte, își fac prezența și Frații lui Diablo, denumiți Prime Evils, super-puterile Iadului, și află adevărul din spatele corupției. Diablo i-a eliberat pe Mephisto (Lordul Urii) și Baal (Lordul Distrugerii) din Pietrele Suflet ce îi țineau legați, fiind învățați de îngerul decăzut, Izual, cum să le corupă.
În final, jucătorul ajunge să-i distrugă pe Mephisto, și Diablo. Povestea continuă în expansion, unde jucătorul prinde de urmă ultimului dintre frați, Baal (Lordul Distrugerii).